# Guo Yujie
Guo Yujie, född 16 mars 2004 i Zhangjiakou, är en kinesisk paraidrottare som tävlar i skidskytte. Hon tävlar i klassen LW8.

## Karriär
Vid kinesiska mästerskapen i parasport 2021 tog Guo tre guld och tre silver.
Guo var fanbärare för Kina i öppningsceremonin vid paralympiska vinterspelen 2022 i Peking. Hon tog guld i damernas 6 km stående.